# Sungji Hong
Sungji Hong (* 1973) ist eine südkoreanische Komponistin. Sie lebt in Denton (Texas).

## Leben
Sie studierte Komposition an der Hanyang University (Seoul), der Royal Academy of Music (London) und bei Nicola LeFanu an der University of York. Sie besuchte Meisterklassen und Workshops in Royaumont und Darmstadt, wo sie von Brian Ferneyhough, Theo Loevendie, Jonathan Harvey, Tristan Murail, Péter Eötvös, Toshio Hosokawa und Zsolt Nagy unterrichtet wurde.
Hongs Werke wurden u. a. vom Nieuw  Ensemble, Ensemble TIMF, Arditti Quartett, Ensemble Linea, UMS ’n JIP, Trio Mediaeval und den BBC Singers aufgeführt. Ihre Musik wurde in 37 Ländern und bedeutenden Spielstätten wie der Carnegie Hall, dem John F. Kennedy Center for the Performing Arts, dem Gewandhaus zu Leipzig, dem Konzerthaus Berlin und dem Muziekgebouw aan 't IJ dargeboten. Ihre Kompositionen wurden beim Dutton Record Label und der Edition of Contemporary Music veröffentlicht.
Sie gewann zahlreiche internationale Preise, z. B. den ACL Yoshiro IRINO Memorial Prize und Theodore Front Prize.